# Presidente Getúlio
Pour les articles homonymes, voir Getúlio Vargas (homonymie).
Ne doit pas être confondu avec Getúlio Vargas (Rio Grande do Sul).
Presidente Getúlio est une ville brésilienne de l'État de Santa Catarina. Elle a été nommée en l'honneur de Getúlio Vargas.

## Géographie
La ville se situe dans la vallée du rio Itajaí, à 220 km de la capitale de l'État, Florianópolis. La municipalité est connue sous l'appellation de « vallée des cascades », pour les innombrables chutes d'eau que l'on trouve sur son territoire. La population de la ville est principalement d'origine allemande, suisse et italienne. La ville est reconnue pour sa qualité de vie.
Presidente Getúlio se situe par une latitude de 27° 03′ 03″ sud et par une longitude de 49° 37′ 22″ ouest, à une altitude de 255 mètres.
Sa population était de 14 886 habitants au recensement de 2010. La municipalité s'étend sur 296 km2.
Elle fait partie de la microrégion de Rio do Sul, dans la mésorégion de la Vallée du rio Itajaí.

## Tourisme
Une des attractions de la ville est la « fête du lait » (Festa Estadual do Leite). Le fameux concours "Concours National des Buveurs de Lait au mètre" s'y déroule tous les ans. Tous les ans, le 1er juin, la ville célèbre également l'anniversaire de sa fondation.

## Économie
Les principales activités économiques de la municipalité sont l'agriculture, l'élevage laitier et les industries agro-alimentaire, textile, céramique ainsi que les dérivés de l'exploitation forestière.

## Histoire
La localité fut fondée le 1er juin 1904 par 12 familles de colons suisses qui lui donnèrent le nom de Neu-Zürich. Ces colons furent amenés sur les lieux par la Société hanséatique de colonisation (Sociedade Colonizadora Hanseática, en portugais).
En 1934, Neu-Zürich changea de nom pour devenir « Dalbérgia », puis « Neu Breslau » et enfin Getúlio Vargas. La municipalité fut créée le 30 décembre 1953, avec effet au 10 février 1954.
Plus tard, des descendants de colons italiens s'installèrent également dans la région.

## Administration
La municipalité est constituée de deux districts :
- Presidente Getúlio (siège du pouvoir municipal)
- Mirador

## Villes voisines
Presidente Getúlio est voisine des municipalités (municípios) suivantes :
- Ibirama
- Rio do Sul
- Laurentino
- Rio do Oeste
- Dona Emma
- José Boiteux